# くじら座81番星
くじら座81番星 (81 Ceti, 81 Cet) は、太陽系からくじら座の方向に331光年離れた位置に存在するスペクトル型K型の巨星であり6等星。この恒星は地球から秒速約9kmの速さで遠ざかっている。

## 特徴
くじら座81番星はK型巨星であり、スペクトル分類はK0III。中心の水素を核融合反応によりほぼ使い果たし、半径は太陽の11倍になっている。この恒星はレッドクランプの状態にあり、ヘリウムの核融合を起こしている。恒星は誕生から約25億歳であり、質量は太陽の約1.6倍。太陽の60倍もの光を放出しており、有効温度は4825Kである。

## 惑星系
2008年7月、佐藤文衛によってアンドロメダ座14番星ややまねこ座6番星とともに太陽系外惑星の存在が報告され、この惑星はくじら座81番星bと名づけられた。スーパー・ジュピターと呼ばれる種類の大質量の惑星で、5.3木星質量を持ち、主星の周囲を953日周期で公転している。
| 名称 （恒星に近い順） | 質量    | 軌道長半径 （天文単位） | 公転周期 (日) | 軌道離心率    | 軌道傾斜角 | 半径 |
| --------------------- | ------- | ----------------------- | ------------- | ------------- | ---------- | ---- |
| b                     | >5.3 MJ | 2.5                     | 952.7 ± 8.8   | 0.206 ± 0.029 | —          | —    |